# Церква Святої Трійці (Париж)
48°52′37″ пн. ш. 2°19′54″ сх. д. / 48.877028° пн. ш. 2.331528° сх. д.
Церква Святої Трійці, Сент-Трініте (фр. Église de la Sainte-Trinité) — католицька церква в IX окрузі Парижа. Церква розташована на перехресті кількох вулиць — вул. Сен-Лазар, вул. Кліші, вул. Бланш, вул. Шатоден. Фасад церкви увінчує перспективу вулиці Шосе д'Антен. Іменем церкви названа станція метро Трініте, що знаходиться поруч.

## Історія
Церква була споруджена під час масових будівельних і перепланувальних робіт, що проводилися в Парижі в період Другої імперії та отримали назву османізації Парижа, на ім'я барона Османа. Проект церкви у стилі неоренесансу був розроблений архітектором Теодором Баллю. Будівництво розпочато у 1861 році, завершено через 7 років. Попри невелику суму, виділену на будівництво, всього 4 мільйони франків, фасад та інтер'єр церкви Святої Трійці дуже пишно охдоблені. Перед церквою розташований невеликий сквер. До будівництва на цьому місці розташовувався відомий ресторан «La Grande Pinte».
Церква серйозно постраждала в період Паризької комуни, згодом була відреставрована. У 1872—1901 роках головним органістом церкви був Александр Гільман, який створив на органі Сент-Трініті більшість своїх органних творів. З 1931 по 1992 рік, протягом 61 року, головним органістом церкви був Олів'є Мессіан.

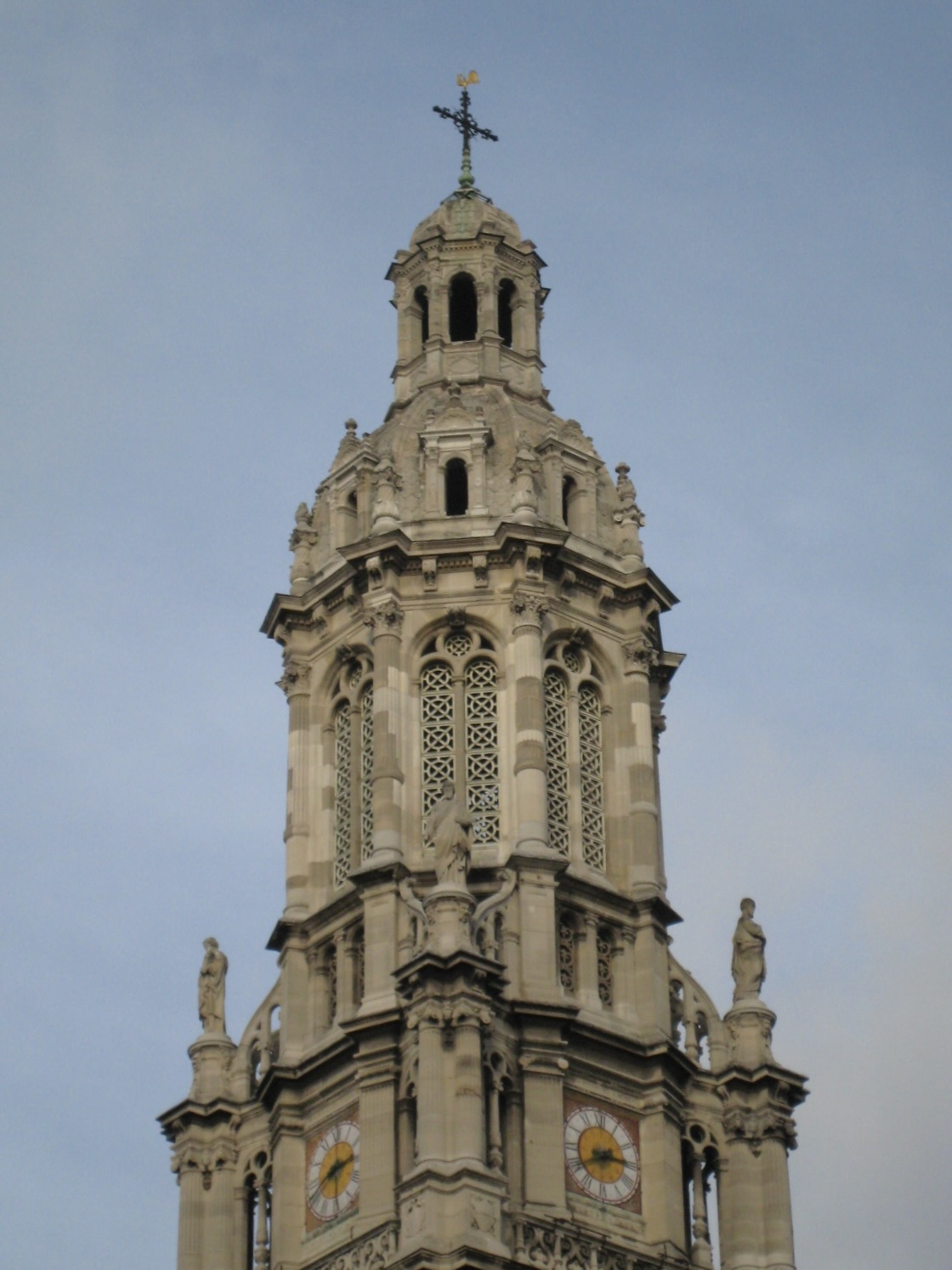
Дзвіниця

Довжина церкви — 90 метрів, ширина — 34 і висота — 30 метрів. Головна дзвіниця розташована над центром головного фасаду має висоту 65 метрів.
Архітектурна ідея пишного фасаду підкреслює тему триєдності, фасад розділений на три частини по вертикалі і по горизонталі. У нішах першого і другого ярусу — скульптури Отців Церкви, на третьому ярусі — скульптурні алегорії чеснот. На основі головної дзвіниці — скульптури євангелістів. Із західного та східного боку головного фасаду до скверу спускаються напівкруглі сходи.
В інтер'єрі привертають увагу 10 зелених колон зі штучного мармуру (стукко), що символізують 10 заповідей. Звід підтримують 6 пілонів. Стіни прикрашені картинами на релігійні сюжети (серед них «Муки святого Діонісія» Дезіре Франсуа Ложе та інші). Стеля головного нефа розписана фресками, що імітують мозаїку. На стелі вівтарного простору — зображення Святої Трійці. Орган храму створений у 1869 році майстром Арістідом Каває-Колем.